# リバティ・スタジアム (スウォンジー)
Swansea.comスタジアム（ウェールズ語: Stadiwm Swansea.com）は、ウェールズのスウォンジーに所在する球技場。現在はラグビーとサッカーの試合で使用されている。旧称はリバティ・スタジアム（ウェールズ語: Stadiwm Liberty）。
2005年10月18日、命名権は同地に本社を置くリバティ・プロパティーズが取得し、リバティ・スタジアムとなった。
サッカーだけでなくザ・フー、エルトン・ジョン、P!NK、JLSらがコンサートを行った。
このスタジアムを本拠地とするスウォンジー・シティAFCの活躍に伴い、スタジアムの収容人数を3万2000人に拡張することが決定した。

## 同地で開催された代表試合の結果
| 日時          | 大会          | ホーム     | スコア | アウェー     |
| ------------- | ------------- | ---------- | ------ | ------------ |
| 2006年8月15日 | 親善試合      | ウェールズ | 0 – 0  | ブルガリア   |
| 2008年8月20日 | 親善試合      | ウェールズ | 1 – 2  | ジョージア   |
| 2010年3月3日  | 親善試合      | ウェールズ | 0 – 1  | スウェーデン |
| 2011年10月7日 | EURO 2012予選 | ウェールズ | 2 – 0  | スイス       |